# Au Bataclan
Albums de Hubert-Félix Thiéfaine
Les Fils du coupeur de joints
(2002) Scandale mélancolique tour
(2007)
Au Bataclan est le sixième album en public d'Hubert-Félix Thiéfaine, sorti en 2002. 
Il a été enregistré le 28 mars 2002, avec notamment Paul Personne en invité avec qui il fera un album cinq ans plus tard (Amicalement blues).

## Pistes
| No  | Titre                                    | Durée |
| --- | ---------------------------------------- | ----- |
| 1.  | Une ambulance pour Elmo Lewis            |       |
| 2.  | Quand la banlieue descendra sur la ville |       |
| 3.  | Dies olé sparadrap Joey                  |       |
| 4.  | Psychopompes / Métempsychose & Sportwear |       |
| 5.  | Demain les kids                          |       |
| 6.  | Redescente climatisée                    |       |
| 7.  | Les Dingues et les Paumés                |       |
| 8.  | Alligators 427                           |       |
| 9.  | Le Touquet juillet 1925                  |       |
| 10. | Joli mai mois de Marie                   |       |
| 11. | Soleil cherche futur                     |       |
| 12. | Diogène série 87                         |       |
| 13. | Fin de partie                            |       |

## Crédits
- Chant, guitares : Hubert-Félix Thiéfaine
- Guitares : Xavier Geronimi
- Guitares : Philippe Paradis
- Claviers : Sébastien Cortella
- Basse, contrebasse : Roberto Briot
- Batterie : Kirt Rust

### Invités
- Guitare : Paul Personne
- Chant : Maïdi Roth